# Station to Station
Station to Station is het tiende studioalbum van de Britse muzikant David Bowie, uitgebracht in 1976. Het album is bekend vanwege een van Bowies bekende personages, The Thin White Duke, die gebaseerd is op het karakter dat hij speelde in de film The Man Who Fell to Earth, genaamd Thomas Jerome Newton. Op de albumcover staat ook een shot uit deze film. Tijdens de opnamesessies van het album was Bowie zwaar verslaafd aan drugs, en met name cocaïne, en vertelde later dat hij zich bijna niets van de sessies kon herinneren.
Het album stond op een kruispunt in de carrière van Bowie, voortbouwend op de funk en soul van zijn voorgaande album Young Americans, terwijl het ook een nieuwe richting presenteerde met veel synthesizers en invloeden uit de krautrock, wat ook gebruikt werd op zijn volgende albums Low, Heroes en Lodger, ook wel de Berlijnse trilogie genoemd.
Hoewel er slechts zes nummers op het album stonden, werden er toch vier van deze nummers uitgebracht op single. Golden Years kwam uit als voorloper op het album en behaalde de zesde plaats in Nederland en stond op nummer acht in Engeland. Ook TVC 15 had een hitnotering in Engeland, maar de andere singles Station to Station en Stay wisten de hitlijsten niet te behalen. Ook Wild Is the Wind, een cover van Johnny Mathis die gebruikt werd in de gelijknamige film, werd in 1981 op single uitgebracht ter promotie van het verzamelalbum Changestwobowie.

## Tracklist
- Alle nummers geschreven door Bowie, tenzij anders aangegeven.

1. "Station to Station" – 10:14
2. "Golden Years" – 4:00
3. "Word on a Wing" – 6:03
4. "TVC 15" – 5:33
5. "Stay" – 6:15
6. "Wild Is the Wind" (Ned Washington/Dmitri Tjomkin) – 6:02

Bonustracks op cd-uitgave 1991
1. "Word on a Wing" (live) – 6:10
2. "Stay" (live) – 7:24

Bonustracks op heruitgave 2010
Live Nassau Coliseum '76
1. "Station to Station" – 11:53
2. "Suffragette City" – 3:31
3. "Fame" (Bowie/Carlos Alomar/John Lennon) – 4:02
4. "Word on a Wing" – 6:06
5. "Stay" – 7:25
6. "I'm Waiting for the Man" (Lou Reed) – 6:20
7. "Queen Bitch" – 3:12
8. "Life on Mars?" – 2:13
9. "Five Years" – 5:03
10. "Panic in Detroit" (edit) – 6:03
11. "Changes" – 4:11
12. "TVC 15" – 4:58
13. "Diamond Dogs" – 6:38
14. "Rebel Rebel" – 4:07
15. "The Jean Genie" – 7:28

Bonustrack bij digitale download
1. "Panic in Detroit" (volledige versie) – 13:09

## Musici
- David Bowie: zang, gitaar, tenor- en altsaxofoon, moogsynthesizer, mellotron
- Carlos Alomar: gitaar
- Roy Bittan: piano
- Dennis Davis: drums
- George Murray: basgitaar
- Warren Peace: achtergrondzang
- Earl Slick: gitaar

Op Live Nassau Coliseum '76
- David Bowie: zang
- Stacey Heydon: leadgitaar, achtergrondzang
- Carlos Alomar: slaggitaar, achtergrondzang
- George Murray: basgitaar
- Tony Kaye: keyboards
- Dennis Davis: drums, percussie